# Percy Standing
Pour les articles homonymes, voir Standing.

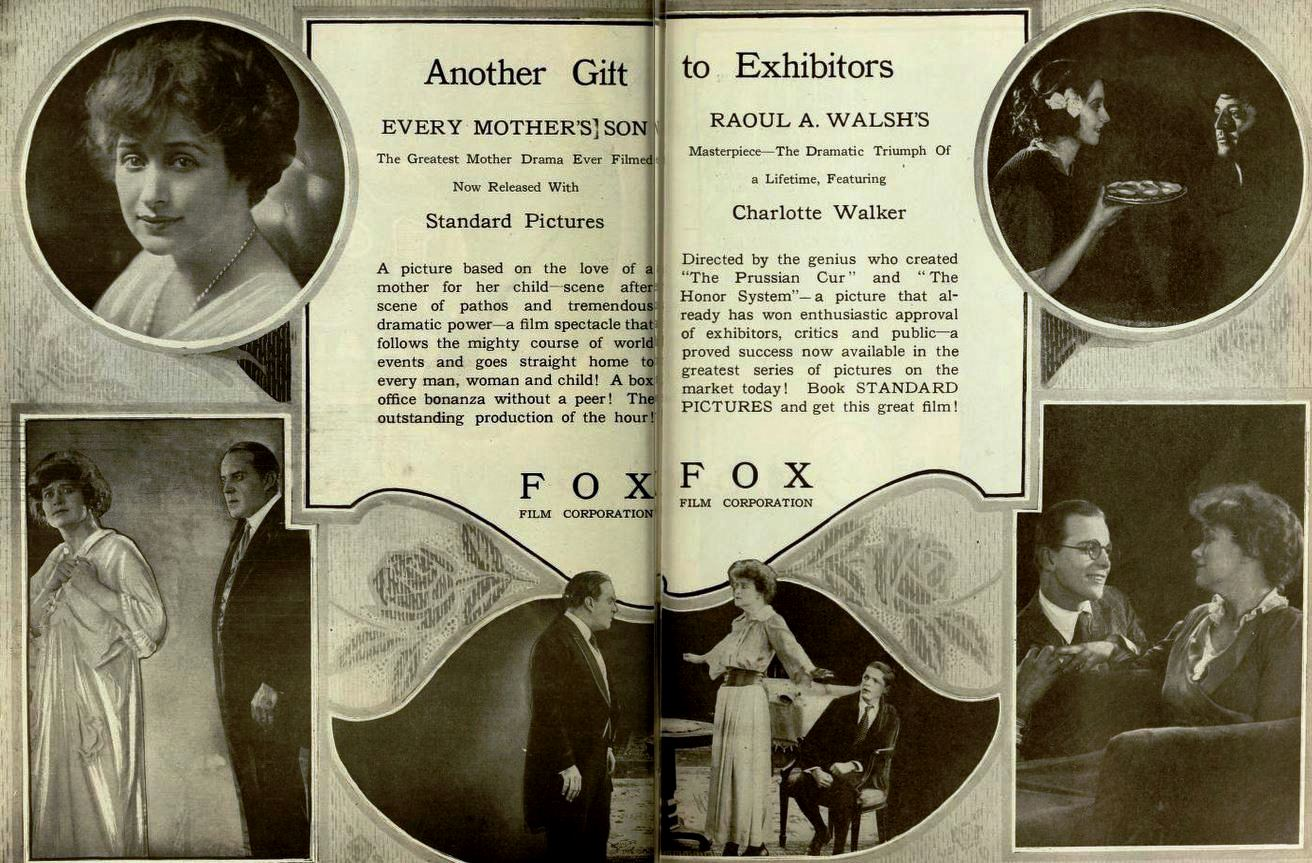
Every Mother's Son (1918),
avec Charlotte Walker

Percy (Archibald) Standing, né le 26 octobre 1882 à Lambeth (Grand Londres) et mort le 17 septembre 1950 dans le comté de Placer (Californie), est un acteur anglais.

## Biographie
Fils d'Herbert Standing (1846-1923), frère de Guy Standing (1873-1937), Wyndham Standing (1880-1963) et Jack Standing (1886-1917), tous également acteurs, Percy Standing débute au cinéma dans le court métrage américain His Wife's Child (en) d'Harry Solter (1913, avec Florence Lawrence et Matt Moore), étant installé aux États-Unis.
Suivent quarante autres films muets, américains ou britanniques, le dernier étant The Desert Sheik de Tom Terriss (1924, avec Wanda Hawley et Pedro de Cordoba). Entretemps, mentionnons Life Without Soul de Joseph W. Smiley (1915, avec Lucy Cotton et Pauline Curley), Every Mother's Son de Raoul Walsh (1918, avec Charlotte Walker et Edwin Stanley) et Becket de George Ridgwell (1923, avec A. V. Bramble et Mary Clare).
Après 1924, il contribue encore à trois films parlants britanniques, les deux premiers sortis en 1930, dont L'Amour maître des choses de Richard Eichberg et Walter Summers (avec Anna May Wong et Georg H. Schnell). Son ultime film est Colonel Blood (en) de W.P. Lipscomb (1934, avec Frank Cellier dans le rôle-titre et Allan Jeayes), après lequel il se retire de l'écran.
Percy Standing meurt en Californie en 1950, à 67 ans.

## Filmographie partielle

### Période du muet (1913-1924)
- 1913 : His Wife's Child (en) d'Harry Solter (court métrage) : John, le mari
- 1915 : Life Without Soul de Joseph W. Smiley : la créature
- 1915 : Le Jugement final (en) (The Final Judgment) d'Edwin Carewe : Henry Strong
- 1916 : The Fall of a Nation (en) de Thomas F. Dixon Jr. : Charles Waldron
- 1917 : L'Auberge du Signe du loup (en) (Her Fighting Chance) d'Edwin Carewe : Caporal Blake
- 1918 : Every Mother's Son de Raoul Walsh : le père
- 1918 : My Four Years in Germany de William Nigh : Arthur Zimmermann
- 1918 : The Blind Adventure de Wesley Ruggles : Colonel Hughes
- 1919 : Le Portrait de Mme Bunning (en) (Bonds of Love) de Reginald Barker : Daniel Cabot
- 1919 : Should a Husband Forgive? de Raoul Walsh : Rex Burleigh
- 1920 : Une moderne Salomé (en) (A Modern Salome) de Léonce Perret : James Vandam
- 1920 : Les Coups du destin (en) (The Great Day) de Hugh Ford : Paul Nikola
- 1921 : Appearances (en) de Donald Crisp : Dawkins
- 1921 : The Mystery Road de Paul Powell : Luigi
- 1922 : Half a Truth (en) de Sinclair Hill : Sir Richard Madison
- 1922 : A Gypsy Cavalier (en) de James Stuart Blackton : Stirrett
- 1923 : The Final Problem de George Ridgwell (court métrage) : Professeur Moriarty
- 1923 : Le Drame du Korosko (en) (Fires of Fate) de Tom Terriss : Stephen Belmont
- 1923 : Becket de George Ridgwell : Reginald Fitzurse
- 1924 : The Desert Sheik de Tom Terriss : Stephen Belmont

### Période du parlant (1930-1934)
- 1930 : Harmony Heaven (en) de Thomas Bentley : le producteur
- 1930 : L'Amour, maître des choses (The Flame of Love) de Richard Eichberg et Walter Summers : Colonel Moravjev
- 1934 : Colonel Blood (en) de W.P. Lipscomb : Duc d'Ormonde